# Camilla Bendix
Camilla Bendix, född 20 februari 1971, är en dansk skådespelerska.

## Filmografi
- 1997 – Stjerner uden hjerner
- 1998 – Babydoom
- 2001 – En kærlighedshistorie
- 2002 – Slim Slam Slum
- 2002 – En äkta dansk (kortfilm)
- 2003 – De gröna slaktarna
- 2005 – Ingen match!
- 2005 – Far til fire gi'r aldrig op
- 2005 – Den rette ånd
- 2008 – Det perfekte kup
- 2010 – Hämnden
- 2015 – Beck - Sjukhusmorden

## TV-serier
- Brødrene Mortensens jul (1998,2002)
- Mordkommissionen (Rejseholdet) (2000-2003) avsnitt nr: 6
- Hotellet (2000-2002) avsnitt 14 (säsong 2)
- Mit liv som Bent (2001)
- Nikolaj och Julie (2002-2003) avsnitt nr: 17
- Jesus och Josefine (2003)
- Örnen (2004-2006), avsnitt 23 och 24
- Bron (2013)